# Cà ri Thái
Cà ri Thái dùng để chỉ các món ăn trong ẩm thực Thái Lan được chế biến từ các loại bột nhão cà ri khác nhau. Món cà ri Thái được làm từ bột nhão cà ri, nước cốt dừa hoặc nước, thịt, hải sản, rau hoặc trái cây và các loại thảo mộc. Các món cà ri ở Thái Lan chủ yếu khác với món cà ri trong ẩm thực Ấn Độ ở việc chúng sử dụng các nguyên liệu như thảo mộc và lá thơm để kết hợp các loại gia vị.